# Prix Kurse
Prix Kurse är ett travlopp för 3-åriga varmblod hingstar och ston som körs på Vincennesbanan utanför Paris i Frankrike varje år. Det går av stapeln i början av oktober. Det är ett Grupp 3-lopp, det vill säga ett lopp av tredje högsta internationella klass. Loppet körs över distansen 2100 meter med autostart. Den samlade prissumman i loppet är 80 000 euro, varav 36 000 euro till vinnaren.

## Vinnare
| År   | Häst              | Efter              | Kusk                 | Tränare              | Tid    |
| ---- | ----------------- | ------------------ | -------------------- | -------------------- | ------ |
| 2021 | Ibra Meslois      | The Best Madrik    | David Thomain        | Pierre Beloche       | 1'12'2 |
| 2020 | Hohneck           | Royal Dream        | Yoann Lebourgeois    | Philippe Allaire     | 1'12'5 |
| 2019 | Go On Boy         | Password           | Romain Derieux       | Romain Derieux       | 1'11'6 |
| 2018 | Face Time Bourbon | Ready Cash         | Björn Goop           | Sébastien Guarato    | 1'12'6 |
| 2017 | Espoir Prestance  | Ready Cash         | Christophe Martens   | Vincent Martens      | 1'14'7 |
| 2016 | Diamanten         | Adrian Chip        | Dominik Locqueneux   | Robert Bergh         | 1'13'8 |
| 2015 | Charly du Noyer   | Ready Cash         | Yoann Lebourgeois    | Philippe Allaire     | 1'13'8 |
| 2014 | Spada Nera        | Muscle Hill        | Robin Bakker         | Paul J. Hagoort      | 1'14'4 |
| 2013 | Aldo des Champs   | Prince d'Espace    | Alexandre Abrivard   | Matthieu Abrivard    | 1'14'3 |
| 2012 | Visite Royale     | Love You           | Éric Raffin          | Philippe Moulin      | 1'14'7 |
| 2011 | Un Poco Loco      | Kenya du Pont      | Yann Gerard          | Vincent Collard      | 1'15'6 |
| 2010 | Trinite des Vals  | Carpe Diem         | Franck Nivard        | Yves Jean Le Bezvoet | 1'16'3 |
| 2009 | Sardaigne         | Blue Dream         | Éric Raffin          | Franck Anne          | 1'14'3 |
| 2008 | Rapide du Bois    | Elvis de Rossignol | Charles Antoine Mary | Charles Antoine Mary | 1'14'1 |